# Мікаел Уденберг
Мікаел Інгмарссон Уденберг (швед. Mikael Ingmarsson Odenberg; нар. 14 грудня 1953) — шведський політик і державний діяч.

## Біографія
Народився 14 грудня 1953 року в місті Стокгольмі, Швеція.
З 1972 по 1973 рік уповноваженим Помірної Ліги молоді Помірної коаліційної партії Швеції у муніципалітеті Нака, лен Стокгольм.
У 1973—1974 роках проходив військову службу в 4-му навчальному полку береговій артилерії у Гетеборзі. У 1976 році на відмінно пройшов курси офіцерів резерву. У 1994 році також закінчив курси менеджменту Шведського національного коледжу оборони. Як другий лейтенант проходив навчання на береговій батареї одного з островів Стокгольмського архіпелагу. Має військове звання майор.
З 1975 по 1976 роки вивчав економіку в Стокгольмському університеті, а з 1976 по 1978 роки навчався у Стокгольмській школі економіки.
У 1978 році Уденберг був обраний секретарем Помірної Ліги молоді.
З 1979 по 1985 роки він був заступником секретаря Стокгольмського міського комісаріату (відділ нерухомості, містобудування і доріг) і секретарем Помірної партії Швеції в муніципалітеті.
З 1988 по 1991 роки очолював групу Помірної партії з питань охорони здоров'я в Стокгольмській окружній раді.
У 1991—2006 роках обирався депутатом Риксдагу. Член Помірної коаліційної партії Швеції: у 1991—1994 роках — член Комітету з питань житла; у 1994—1998 роках — член Комітету з промисловості і торгівлі; у 1998—2002 роках — член Комітету по ринку праці та Комітету у справах ЄС; у 2002—2003 роках — заступник голови Комітету з промисловості і торгівлі; у 2003—2006 роках — заступник голови Комітету з фінансів, член Консультативної ради закордонних справ.
6 жовтня 2006 року призначений на посаду міністра оборони Швеції в коаліційному уряді Фредріка Райнфельдта.
5 вересня 2007 року подав у відставку з посади міністра оборони країни. За версією місцевого телебачення, відставка була спричинена конфліктом із міністром фінансів Андерсом Боргом, який пропонував скоротити фінансування збройних сил країни, урізавши його 3 мільярди шведських крон.
З 1 березня 2008 року Мікаел Уденберг очолює шведську компанію електричних мереж «Svenska Kraftnät».
Мешкає у Стокгольмі.

## Особисте життя
Одружений. Спільно з дружиною Кетрін виховує чотирьох дітей.
Його сестра Христина Уденберг — відставний єпископ єпархії Лунда (1997—2007), перша жінка-єпископ в історії церкви Швеції.